# محمد الصادق عرجون
محمد الصادق عرجون (1321- 1400 هـ / 1903- 1980 م) عالم مصري أزهري، ومؤلف وكاتب.

## ولادته وتحصيله
وُلد محمد الصادق إبراهيم عرجون في بلدة إدفو في محافظة أسوان بصعيد مِصْر، سنة 1321هـ/ 1903م. تخرَّج في الأزهر على نظامه القديم قبل إحداث نظام الكليات ونال شهادة العالمية النظامية في سنة 1929م. التحق بقسم التخصص ونال شهادته في عام 1935م وكان أبرز أساتذته الذين تأثر بهم محمد الخضر حسين وإبراهيم حسن الجبالي. عين مدرسًا بكلية اللغة العربية ثم كلية أصول الدين. ثم عُيّن شيخًا لمعهد دسوق الديني. اهتم هناك بنشر مراكز تحفيظ القرآن. انتقل شيخًا لمعهد أسيوط الديني من عامي 1953م – 1954م ثم شيخًا لعلماء الإسكندرية وعميدًا لمعهدها مدة عشر سنوات.

## مسيرته
في عهده بالإسكندرية برز نشاطُ المعهد الديني في المحاضرات الثقافية والندوات الدينية. اشترك وهو شيخ لمعهد الإسكندرية في مهرجان الغزالي الذي أُقيم في دمشق ببحثٍ عنوانه "مفتاحُ شخصية الغزالي: هل شكّ حُجَّة الإسلام؟".  وتقلّدَ عددًا من المناصب الإدارية بالمعاهد الأزهرية، فعمل مديرًا للتعليم الابتدائي ثم وكيلًا للتعليم الأزهري. تميَّز نشاطه في تلك الحِقْبة بالعمل على نشر مدارس تحفيظ القرآن الكريم في مصر والعالم الإسلامي. 
ثم انتقل إلى جامعة الأزهر عميدًا لكلية أصول الدين. واهتمّ فيها بدفع النشاط العلمي وأبحاث الدراسات العليا، وكان آخر منصب تولاه في مصر.
تولى مناصبَ في العالم الإسلامي، منها منصب مدير معهد الدراسات العليا للدعوة الإسلامية بجامعة أم درمان الإسلامية بالسودان، ثم عمل أستاذًا بالجامعات الإسلامية في الكويت والمدينة المنورة، وكان آخر منصب تولاه هو أستاذ الدراسات العليا للحديث بجامعة أم القرى بمكة المكرمة. تقاعد من هذا المنصب وتفرَّغ بالقاهرة لإتمام كتبه حتى وفاته.

## مؤلفاته
ألّف عددًا من الكتب، منها:
1. الموسوعة في سماحة الإسلام
2. محمد ﷺ من نبعته إلى بعثته
3. محمد رسول الله منهج ورسالة بحث وتحقيق
4. عثمان بن عفان  المُفترى عليه
5. خالد بن الوليد
6. الأمة الإسلامية كما يريدها القرآن العظيم
7. نحو منهج لتفسير القرآن
8. سنن الله في مجتمع آمن خلال القرآن
9. أبو حامد الغزالي المفكِّر الثائر

## وفاته
توفي محمد الصادق عرجون يوم الأحد 2 المحرَّم 1401هـ الموافق 9 نوفمبر (تشرين الثاني) 1980م.